# Kelita toroi
Kelita toroi är en biart som beskrevs av Ehrenfeld och Rozen 1977. Kelita toroi ingår i släktet Kelita och familjen långtungebin. Inga underarter finns listade i Catalogue of Life.

## Bildgalleri

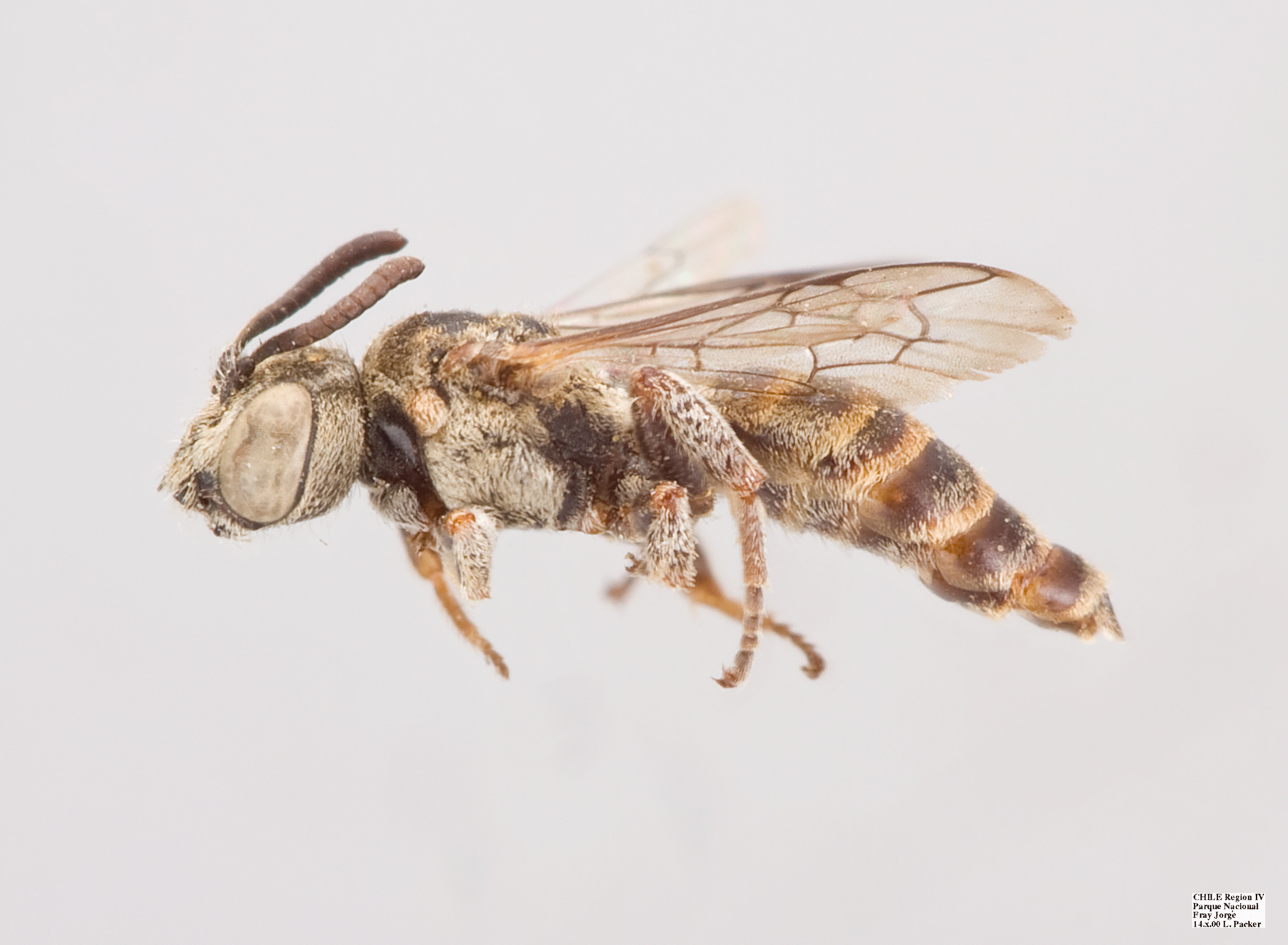